# 青樹亜依
青樹 亜依（あおき あい）は、日本の歌手、神霊研究家。

## ディスコグラフィー

### シングル
- アンドロメダの異星人 - 1982年。あおきあい名義。作詞：八木康宏、作曲：条美樹
- うわさ - 1983年。作詞：八木康宏、作曲：横山聖仁郎
- うそっぱち/四次元酒場 - 1986年。両A面。作詞：風戸強、作曲：井上新二（うそっぱち）。作詞：八木康宏、作曲：条美樹（四次元酒場）
- 焼鳥サンバ - 作詞：小田博茂、作曲：条美樹
- 大空へむかって - 2008年。作詞：八木康宏、作曲：条美樹
- 夢見るアンドロメダ姫 - 2010年。作詞：八木康宏、作曲：条美樹
- 愛の天使パトラー - 2012年。作詞：八木康宏、作曲：条美樹

### アルバム
- アンドロメダ・プレミアム・パワー・セット（2015年）-ベストアルバム[1]。

## CM
- 松坂屋カメラ
- 楽陽食品焼売（ラジオCM）[2]